# Nehalennia irene
Espèce
La Déesse paisible (Nehalennia irene) est une espèce d'insectes de la famille des Coenagrionidae appartenant au sous-ordre des demoiselles dans l'ordre des odonates. Elle a été décrite en 1861 par l'entomologiste américain Hermann August Hagen.
Comme tous les odonates, l'adulte est un prédateur opportuniste et se nourrit de moucherons et d'autres petits insectes. La naïade (larve) est également prédatrice et se nourrit d'invertébrés aquatiques.

## Description

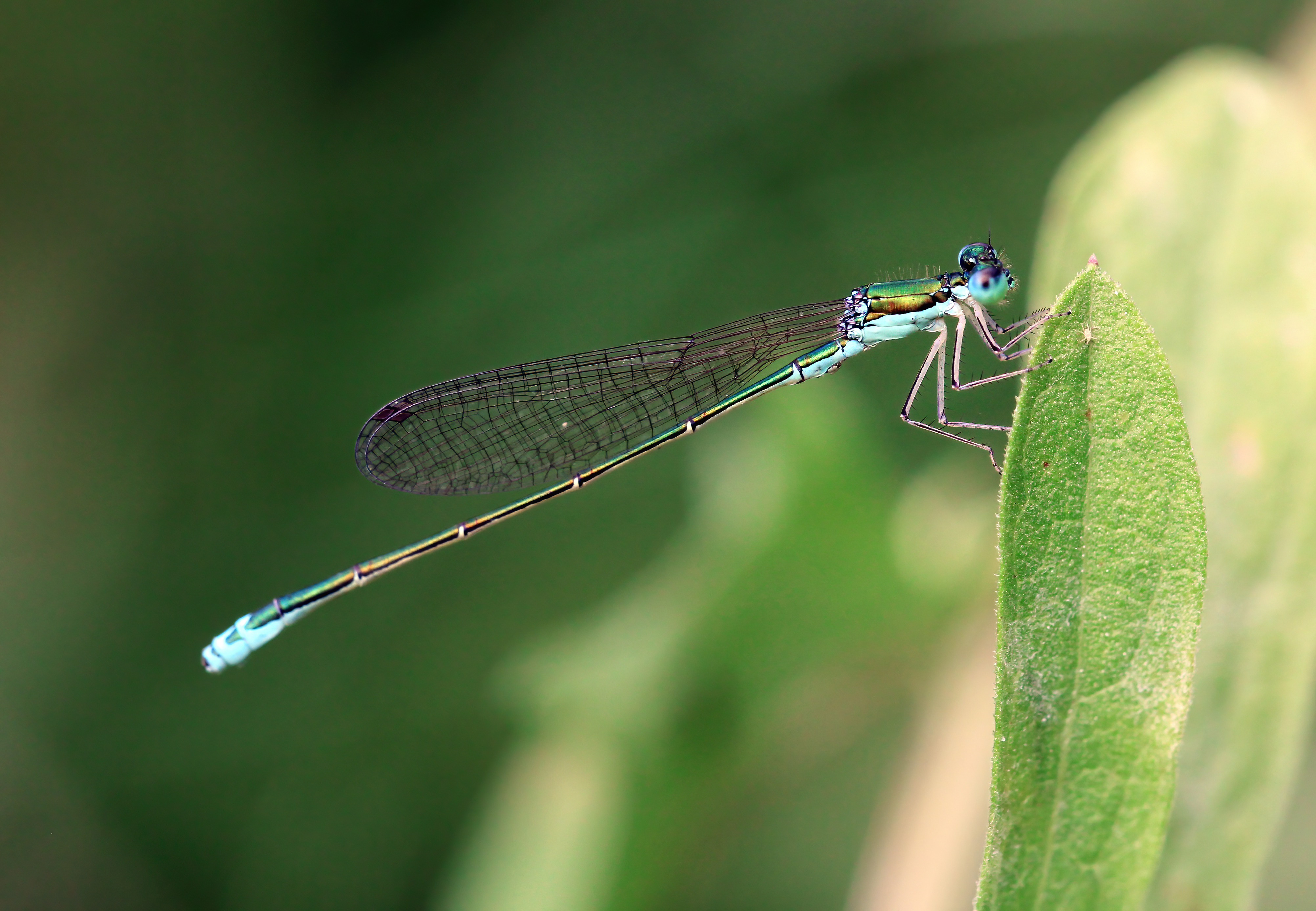
Nehalennia irene mâle.

Cette demoiselle mesure entre 24-29 mm de long. Le mâle possède un thorax vert métallique avec les côtés bleus. L'abdomen est également vert et les segments sont bleus avec de petits motifs noirs à leur base. Les ailes sont transparentes. La femelle est polymorphique et elle peut avoir une coloration relativement similaire au mâle. Généralement, son thorax est vert métallique avec les côtés jaunes. L'abdomen est également vert avec le bout bleu.

### Espèce similaire
- Nehalennia gracilis

## Répartition
Elle se retrouve à travers le Canada et dans le Nord des États-Unis.

## Habitat
Cette espèce fréquente plusieurs types d'habitats : mares, étangs, marécages, bordures de lacs et quelquefois les tourbières. 

## Reproduction

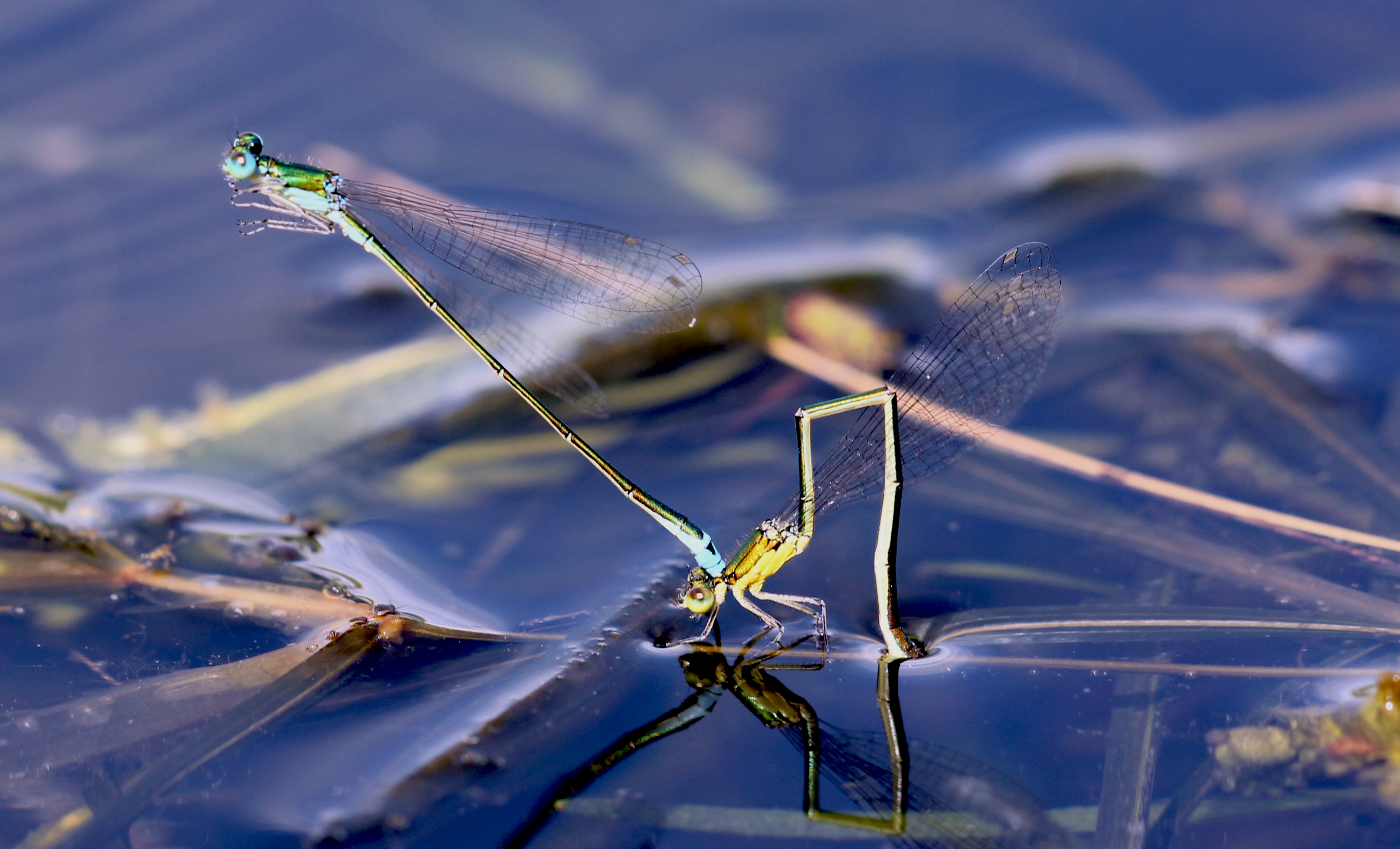
Ponte chez Nehalennia irene.

Lors de la ponte, le mâle garde la femelle, avec le contact de ses cerques sur son prothorax. Le mâle prend alors une position de 45°, les pattes repliées sous son abdomen. Cette technique permet d'empêcher d'autres mâles de s'accoupler avec cette dernière et d'assurer la paternité du géniteur. La femelle pond dans la végétation de surface ou à l'intérieur des tissus des végétaux.